# Tragosoma nigripenne
Tragosoma nigripenne är en skalbaggsart som beskrevs av Bates 1892. Tragosoma nigripenne ingår i släktet Tragosoma och familjen långhorningar. Inga underarter finns listade i Catalogue of Life.